# Breda Ba.88
Die Breda Ba.88 Lince (Luchs) war ein zweimotoriger italienischer Ganzmetall-Mitteldecker mit doppeltem Seitenleitwerk und einem einziehbaren Spornradfahrwerk des Herstellers Breda, der im Zweiten Weltkrieg eingesetzt wurde. Der Erstflug erfolgte im Jahr 1936. Das zweisitzige Flugzeug war für den Einsatz als Langstreckenaufklärer, schwerer Jäger und Bodenkampfflugzeug konzipiert, konnte die gesetzten Erwartungen jedoch nicht erfüllen und wurde nach kurzer Zeit wieder aus dem Einsatz zurückgezogen.

## Geschichte
Der von den Ingenieuren Antonio Parano und Giuseppe Panzeri ursprünglich entwickelte Prototyp besaß zunächst ein Leitwerk mit nur einer Heckflosse. Der Erstflug der mit zwei von Isotta Fraschini in Lizenz gefertigten und 900 PS (671 kW) leistenden Sternmotoren Gnome-Rhône 14K ausgerüsteten Maschine fand im Oktober 1936 statt. Es zeigte sich, dass die Maschine ein großes Leistungspotential besaß und im April 1937 konnte sie sich zwei Weltrekorde sichern, einmal 517 km/h über 100 km und 475 km/h über den geschlossenen 1000-km-Kurs. Im Dezember desselben Jahres konnten die Werte nochmals auf 554 km/h respektive 524 km/h gesteigert werden.
Umgehend wurden Fertigungsaufträge erteilt. Durch den Einbau der vorgesehenen Bewaffnung und militärischen Ausrüstung brach jedoch die Leistungsfähigkeit dramatisch ein. Daraufhin wurde ein Programm gestartet, das zu einer Gewichtsreduktion führen sollte. Gleichzeitig wurden stärkere Triebwerke vom Typ Piaggio P.XI RC.40 mit einer Leistung von je 746 kW montiert. Breda fertigte zwischen Mai und Oktober 1939 achtzig Maschinen dieses Typs. Hinzu kamen weitere acht Maschinen mit Doppelsteuer zur Ausbildung. Unmittelbar nach dem Eintritt Italiens in den Zweiten Weltkrieg flogen ab dem 16. Juli 1940 Maschinen dieses Typs einen Angriff auf Korsika. Dabei zeigte sich der geringe Kampfwert der Maschinen.
Für den Einsatz in Libyen gegen englische Verbände mussten wegen des Sandes spezielle Luftfilter verwendet werden. Diese reduzierten die Leistungsfähigkeit der Motoren derart, dass teilweise nicht mal mehr ein Start möglich war. Überhitzungen und Motorschäden waren an der Tagesordnung. Die Maschinen erreichten kaum die Hälfte der vom Hersteller zugesagten Geschwindigkeit. Trotz allem wurde inzwischen an einem zweiten Los von 67 Maschinen (19 von Breda und 48 von IMAM) gearbeitet. Die Maschinen konnten jedoch kaum verwendet werden und so wurden ab November 1940 die meisten verbliebenen Flugzeuge des ersten Loses aus dem aktiven Dienst ausgemustert. Sie dienten – ausgeschlachtet – als Attrappen auf Flughäfen. Die fertiggestellten Zellen des zweiten Bauloses wurden direkt nach ihrer Fertigstellung verschrottet.
Im Jahre 1942 wurde von Agusta mit der Breda 88M nochmals der Versuch unternommen, den Typ zu rehabilitieren. So wurden bei drei erhaltenen Ba.88 die Tragflächen um zwei Meter verlängert, Fiat-A.74-Motoren mit 870 PS eingebaut und die Frontalbewaffnung auf vier 12,7-mm-Breda-SAFAT-Maschinengewehre verstärkt. Zusätzlich wurde eine Sturzflugbremse montiert. Ab dem 7. September 1943 wurde der Typ durch Piloten der deutschen Luftwaffe evaluiert. Die Ergebnisse waren ebenfalls unzureichend.
Die Breda Ba.88 ist damit als die größte Fehlentwicklung der italienischen Flugzeugindustrie der 1940er-Jahre anzusehen.
Insgesamt wurden 149 Exemplare der Ba.88 gefertigt.

## Einsatz
Die ersten Einsätze im Zweiten Weltkrieg erfolgten ab dem 16. Juni 1940, als diverse Maschinen dieses Typs von Sardinien aus (Terranova und Alghero) wiederholte Angriffe auf die französischen Flugplätze auf Korsika wie Bonifacio, Porto Vecchio, Ghisonaccia und Travo flogen. Drei Tage später waren auch die westlich gelegenen Flugplätze Propriano und Ajaccio an der Reihe. Zwar gelang es dabei, zahlreiche – wenn auch meist bereits veraltete – feindliche Flugzeuge mit Bomben und Bordwaffen am Boden zu zerstören, da es wegen des Überraschungseffektes praktisch keinem französischen Flugzeug gelang, aufzusteigen und den Kampf aufzunehmen. Dennoch zeigte sich schon zu diesem Zeitpunkt der insgesamt geringe Kampfwert der Ba.88. Die Maschinen zeigten eine unzureichende Geschwindigkeit und Manövrierfähigkeit, was ihnen im Falle eines Luftkampfes mit zeitgemäßen feindlichen Jägern nur schlechte Chancen gelassen hätte.
Es folgten noch einige weitere durchaus erfolgreiche Einsätze als Angriffsflugzeug, vor allem gegen Gebäude und Truppenansammlungen, wobei die Leistungen letztlich wiederum nicht befriedigten.
Die noch leichten Siege der ersten Monate veranlassten die Regia Aeronautica zur Entsendung der 7. Gruppe mit 32 Ba.88 nach Nordafrika. Der Einsatz in Libyen gegen britische Verbände geriet jedoch schnell zum Debakel, da wegen des Wüstensandes erst spezielle Luftfilter montiert werden mussten, welche die Leistungen der Motoren derart herabsetzten, dass ein Abheben nur mit stark reduzierter Treibstoff- und/oder Waffenlast möglich war oder im Extremfall gar erst unmöglich wurde. Es wurden einige wenige Einsätze als Angriffsflugzeug gegen britische Kolonnen sowie einige Aufklärungsmissionen geflogen, doch die Leistungen waren enttäuschend. Zudem waren Motorüberhitzungen bzw. Motorschäden eine ständige Gefahr, was auch einige Not- und Bruchlandungen zur Folge hatte. Da die Ba.88 hier kaum die Hälfte der vom Hersteller zugesagten Geschwindigkeit erreichten, wurden einige Maschinen so auch noch zur leichten Beute für die feindlichen Jäger vom Typ Hawker Hurricane sowie Curtiss P-40 Kittyhawk. Ab November 1940 wurden die meisten verbliebenen Flugzeuge aus dem aktiven Dienst zurückgezogen und nach der Demontage aller verwendbaren Teile als Attrappen zur Täuschung auf den eigenen Flugplätzen, wobei die meisten wiederum bei den folgenden feindlichen Luftangriffen zerstört wurden, zurückgelassen.

## Militärische Nutzung
Königreich Italien
- Regia Aeronautica

## Technische Daten

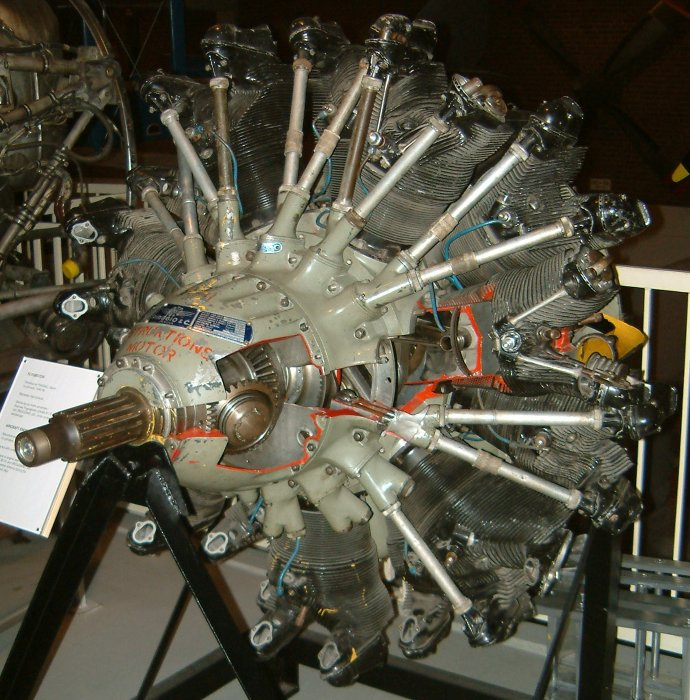
Sternmotor Piaggio P.XI

| Kenngröße             | Daten |
| --------------------- | --- |
| Besatzung             | 2 |
| Länge                 | 10,79 m |
| Spannweite            | 15,6 m |
| Höhe                  | 3,1 m |
| Flügelfläche          | 33,34 m² |
| Flügelstreckung       | 7,3 |
| Leermasse             | 4650 kg |
| max. Startmasse       | 6750 kg |
| Höchstgeschwindigkeit | 490 km/h |
| Dienstgipfelhöhe      | 8000 m |
| Reichweite            | 1640 km |
| Triebwerke            | 2 × 14-Zylinder-Doppelsternmotoren Piaggio P.XI RC.40 mit je 746 kW |
| Bewaffnung            | 3 × 12,7-mm-MG Breda-SAFAT 1 × 7,7-mm-MG Breda-SAFAT 1000 kg Abwurfbewaffnung im Bombenschacht oder 3 × 200-kg-Lasten in speziellen Aufhängungen halbversenkt unter dem Rumpf |